# Saint-Sève
Saint-Sève är en kommun i departementet Gironde i regionen Nouvelle-Aquitaine i sydvästra Frankrike. Kommunen ligger i kantonen La Réole som tillhör arrondissementet Langon. År 2022 hade Saint-Sève 251 invånare.

## Befolkningsutveckling
Antalet invånare i kommunen Saint-Sève
Referens:INSEE